# Alchemilla charbonnelliana
Alchemilla charbonnelliana är en rosväxtart som beskrevs av Robert Buser. Alchemilla charbonnelliana ingår i släktet daggkåpor, och familjen rosväxter. Inga underarter finns listade i Catalogue of Life.